# نمی‌خواهم بزرگ شوم
نمی‌خواهم بزرگ شوم (به انگلیسی: I Don't Wanna Grow Up) نخستین آلبوم چندآهنگه از خوانندهٔ آمریکایی بی‌بی رکسا می‌باشد که در ۱۲ مهٔ سال ۲۰۱۵ از سوی وارنر رکوردز منتشر گردید.